# Damaskinos Papandreou (Genf)
Damaskinos (Papandreou) (* als Basil Papandreou am 23. Februar 1936 in Kato Chryssovitsa, Ätolien, Griechenland; † 5. November 2011 in Genf) war ein orthodoxer Erzbischof und Metropolit in Genf.

## Leben
Nach Besuch der Theologischen Hochschule des Ökumenischen Patriarchats in Chalki (1955–1959) wurde er 1959 zum Diakon geweiht. 1959 bis 1965 studierte er mit einem Stipendium des Ökumenischen Patriarchats Kirchengeschichte, vergleichende Religionswissenschaften und Religionsphilosophie an den deutschen Universitäten Bonn und Marburg. 1966 wurde er mit der Arbeit „Die Gründung und Organisation der armenischen Kirche bis zum IV. Ökumenischen Konzil“ an der Athener Universität promoviert. Nach seiner Priesterweihe 1961 wurde er zum Archimandriten ernannt. In den 1960er Jahren war er als Seelsorger für die griechischen Gastarbeiter in Bonn tätig. Zudem gründete er die ersten drei griechischen Volksschulen in Deutschland. Nach Leitungsaufgabe von 1963 bis 1964 an der Höheren Schule für griechische Sozialarbeiter in Michaelshofen in Rodenkirchen bei Köln war er von 1965 bis 1969 Vorsteher des neuen orthodoxen Mönchszentrums in Taizé.
1969 wurde er Direktor des Orthodoxen Zentrums des Ökumenischen Patriarchats von Konstantinopel in Chambésy bei Genf und gleichzeitig Sekretär für die Vorbereitung des Heiligen und Großen Konzils der byzantinischen orthodoxen Kirchen. Am 6. Dezember 1970 wurde er zum Bischof geweiht und erhielt den Titel des Metropoliten von Tranoupolis. Er baute das Orthodoxe Zentrums in Chambésy zu einem interreligiösen Begegnungszentrum von internationalem Rang aus. Das 1996 gegründete „Zentrum für höhere Studien in orthodoxer Theologie“ arbeitet eng mit den Theologischen Fakultäten der Universitäten Genf und Freiburg zusammen. Er war Mitglied der Kommission für Glauben und Kirchenverfassung sowie Gastprofessor am Ökumenischen Institut Bossey.
Die Synode des Ökumenischen Patriarchats ernannte ihn am 2. Oktober 1982 zum „Metropoliten der Schweiz und Exarchen von Europa“.
Damaskinos war eine Persönlichkeit der Ökumene, Mitglied zahlreicher Kommissionen und wissenschaftlichen Akademien und Mitherausgeber der Dokumente wachsender Übereinstimmung (Bände 1–3). Er war tief verbunden mit Papst Johannes Paul II. und befreundet mit Papst Benedikt XVI. („Bruder und Freund“).

## Ehrungen und Auszeichnungen
- Ehrendoktorwürden der Universitäten Bukarest (1981), Belgrad (1982), Thessaloniki (1985), Bonn (1986), Bern (Christkatholische Fakultät, 1987), Prešov (1987), Athen (1990), Moskau (1992), Minsk (1995), Manila (1998), Sofia (1999), Genf (1999)
- Aufnahme in die „Académie Internationale de Sciences religieuses“ (AISR) (1974)
- Ehrenmitglied der Stiftung „Pro Oriente“ (1984)
- Aufnahme der Mitglied der „Société européenne de culture“ (1987)
- Aufnahme als korrespondierendes Mitglied der Akademie von Athen (1991)
- Abt-Emmanuel-Heufelder-Preis der Abtei Niederaltaich (1992)